# Lijst van departementen en arrondissementen in Nouvelle-Aquitaine
De Franse regio Nouvelle-Aquitaine heeft de volgende departementen en arrondissementen:

## Charente
- Angoulême
- Cognac
- Confolens

Zie ook lijsten van de kantons en de gemeentes.

## Charente-Maritime
- Jonzac
- Rochefort
- La Rochelle
- Saintes
- Saint-Jean-d'Angély

Zie ook lijsten van de kantons en de gemeentes.

## Corrèze
- Brive-la-Gaillarde
- Tulle
- Ussel

Zie ook lijsten van de kantons en de gemeentes.

## Creuse
- Aubusson
- Guéret

Zie ook lijsten van de kantons en de gemeentes.

## Deux-Sèvres
- Bressuire
- Niort
- Parthenay

Zie ook lijsten van de kantons en de gemeentes.

## Dordogne
- Bergerac
- Nontron
- Périgueux
- Sarlat-la-Canéda

Zie ook lijsten van de kantons en de gemeentes.

## Gironde
- Arcachon
- Blaye
- Bordeaux
- Langon
- Lesparre-Médoc
- Libourne

Zie ook lijsten van de kantons en de gemeentes.

## Haute-Vienne
- Bellac
- Limoges
- Rochechouart

Zie ook lijsten van de kantons en de gemeentes.

## Landes
- Dax
- Mont-de-Marsan

Zie ook lijsten van de kantons en de gemeentes.

## Lot-et-Garonne
- Agen
- Marmande
- Villeneuve-sur-Lot
- Nérac

Zie ook lijsten van de kantons en de gemeentes.

## Pyrénées-Atlantiques
- Bayonne
- Oloron-Sainte-Marie
- Pau

Zie ook lijsten van de kantons en de gemeentes.

## Vienne
- Châtellerault
- Montmorillon
- Poitiers

Zie ook lijsten van de kantons en de gemeentes.